# Sébastien Philippe

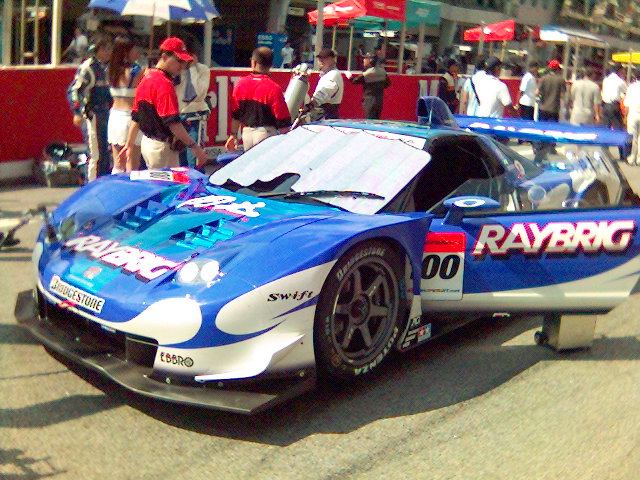
Der von Sébastien Philippe in der Super GT gefahrene Honda NSX

Sébastien Philippe (* 8. Februar 1975 in Villeurbanne) ist ein ehemaliger französischer Autorennfahrer und Motorsport-Teamchef. 

## Karriere als Rennfahrer
Von seinem Vater unterstützt begann Sébastien Philippe 1986 mit dem Kartsport. Auf die ersten Wettbewerbe, an denen er teilnahm, folgten ab 1988 zahlreiche weitere, insbesondere die französische Kadettenmeisterschaft in Varennes-sur-Allier, bei der er den Sieg verpasste, weil er im Finale in Führung liegend von der Strecke abkam. Die Monopostozeit begann mit seinem ersten Formel-Renault-Einsatz 1993, wo er gleich den französischen Formel-Renault-Cup gewann. Das von Henri Pescarolo geleitete Elf Racing Club Team engagierte ihn 1994 (bester Rookie) und 1995 (6. Platz) für Rennen in der französischen Formel-Renault-Meisterschaft.
1996 fuhr Philippe für des ASM-Teams von Frédéric Vasseur in der französischen Formel-3-Meisterschaft. Er beendete sein erstes Formel 3-Jahr als bester Rookie. 1997 war seine zweite Saison: Er wurde Sechster in der französischen Meisterschaft, Fünfter beim Formel-3-Rennen von Monaco und Zweiter beim Marlboro Masters in Zandvoort.
1999 ging er nach Japan, um an der dortigen Formel-3-Meisterschaft teilzunehmen. Nach einem dritten Rang 1999 wurde er im darauffolgenden Jahr japanischer Formel-3-Meister.
Von 2001 bis zum Ende seiner Fahrerkarriere mit dem Ablauf der Rennsaison 2008 ging er in der Super GT an den Start. Er gewann sechs Rennen und verfehlte 2006 den Gesamtsieg nur um einen Punkt. 2010 war er beim 24-Stunden-Rennen von Le Mans gemeldet. Ein Einsatz im Werks-Dome S102 kam aber nicht zustande.

## Motorsport-Teamchef
Nach dem Ende seiner Fahrerkarriere war er viele Jahre Teamchef beim französischen Motorsport-Team ART Grand Prix.